# Айки
Айки (яп. 合気 «дух единения») — принцип и тактика в японских боевых искусствах, согласно которому защищающийся сливается с атакующим без столкновения и овладевает им, используя внутреннюю силу или энергию ки для выполнения встречной техники. Слияние с движением атакующего позволяет практику айки контролировать действия нападающего с минимальными усилиями. Айки применяется через понимание ритма и намерения атакующего, нахождение оптимальной позиции и расчет времени для проведения встречного приёма.
Айки составлен из двух кандзи:
- 合 — ай — «единение»
- 氣 — ки — «дух»

## Боевые искусства на принципе айки
Айки дало имя различным японским боевым искусствам. Наиболее известным применением является айкидо и его предшественник айки-дзюцу. В таких боевых искусствах принцип айки является центральным элементом, на котором строится вся техника. Айки также играет важную роль в кито-рю (школа джиу-джитсу) и различных формах кендзюцу, а также присутствует как концепция в карате и дзюдо. В боевых искусствах, основанных на принципе айки, дается особое значение использованию энергии ки. Техники с применением айки выполняются изящно и требуют минимум механической силы.

## Концепция айки
Айки является сложной концепцией и имеет следующие три аспекта:
1. Слияние, а не столкновение.
2. Овладение противником.
3. Использование внутренней силы — энергии ки.

## Айки в айкидо
Основатель айкидо Морихэй Уэсиба говорил об айки следующее:

Поскольку слово «гармония» (ай) созвучно слову «любовь» (ай), я решил дать своему уникальному бу-до название Айки-до. Слово «айки» — очень старое, но я вкладываю в него совершенно иной смысл, чем воины древности.